# Gunnar Nordahl
Gunnar Nordahl (Hörnefors, 1921. október 19. – Alghero, Olaszország, 1995. szeptember 15.) svéd labdarúgócsatár, edző. Bátyjai, Bertil Nordahl és Knut Nordahl, illetve fia, Thomas Nordahl is labdarúgók.
A svéd válogatott tagjaként aranyérmet nyert az 1948. évi nyári olimpiai játékokon. Négyszer lett a svéd élvonal gólkirálya, 1947-ben a Guldbollen-t is elnyerte. Ötször lett olasz gólkirály.